# Piasek (przystanek kolejowy)
Piasek – przystanek kolejowy w Piasku, w województwie śląskim, w Polsce. Przejazd kolejowo-drogowy z zaporami kategorii A. Budynek dworca składa się z kilku pomieszczeń: pomieszczenia dróżnika, kotłowni, kasy biletowej (nieczynnej), poczekalni (nieczynnej), toalety (nieczynnej). Przystanek obsługuje ruch lokalny Katowice – Bielsko-Biała.

## Ruch pasażerski
| Rok  | Wymiana pasażerska na dobę |
| ---- | -------------------------- |
| 2017 | 300-499                    |
| 2022 | 300-499                    |

W 2015 r. peron przeszedł modernizację.

## Historia
W 1869 roku przeprowadzono przez Piasek jednotorową linię kolejową łączącą Szopienice (obecnie dzielnica Katowic) z Pszczyną; drugi tor linii powstał w 1905 roku. Pierwszy pociąg przejechał tą linią 24 czerwca 1870 roku. Pociągi nie zatrzymywały się w Pasku, a najbliższa stacja kolejowa znajdowała się w Kobiórze i Pszczynie. W 1920 roku, po długich staraniach mieszkańców Piasku, Czarkowa, Studzienic oraz ówczesnego wójta i po długiej walce o przystanek kolejowy, gmina zakupiła działkę i przystąpiono do budowy stacji (przystanku kolejowego). Pierwszy pociąg pasażerski legalnie zatrzymał się na przystanku w Piasku w dzień przed Wigilią Bożego Narodzenia tj. 23 grudnia 1922 roku, po pozytywnym rozpatrzeniu starań mieszkańców przez władze polskie.